# Orchestra reale del Concertgebouw

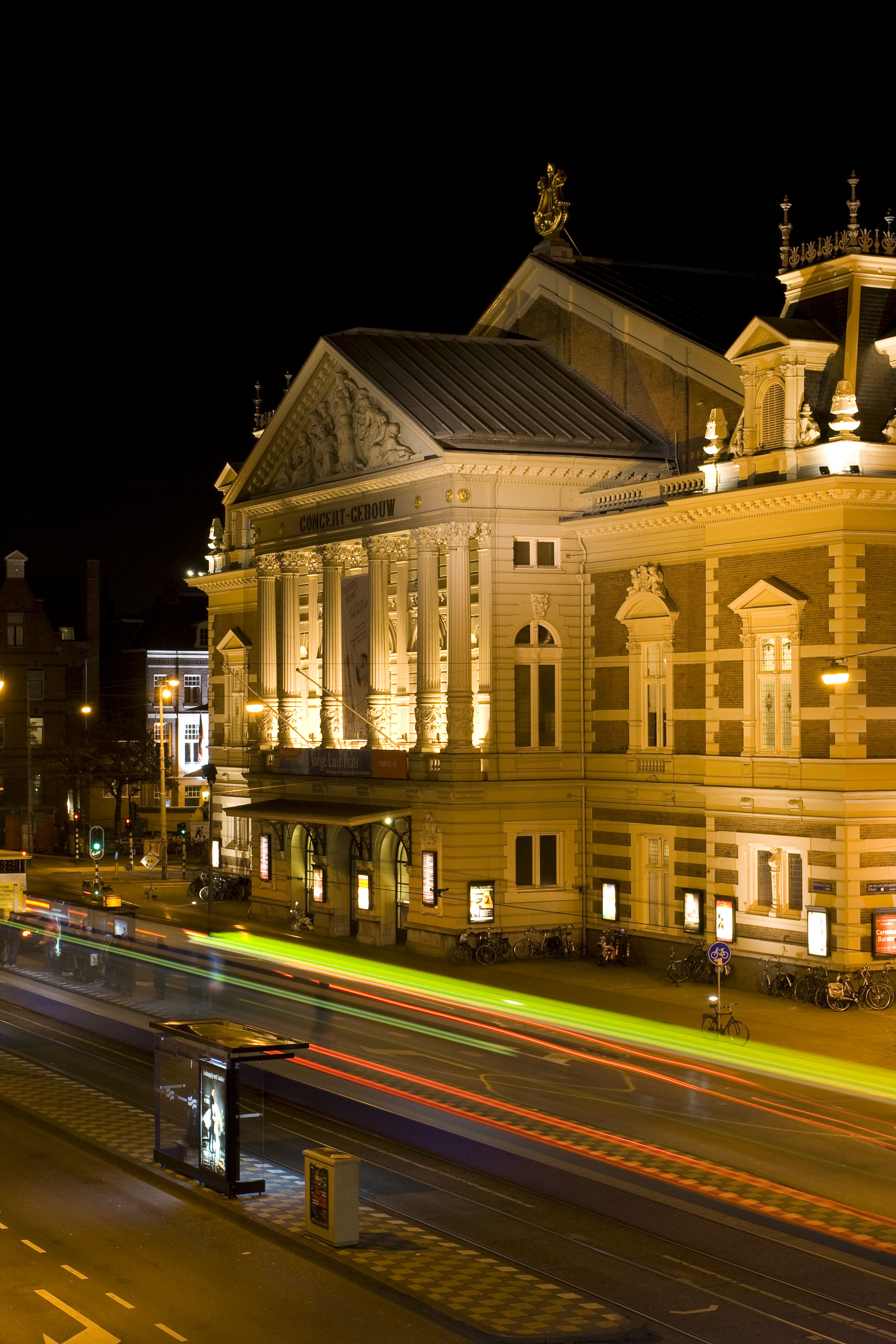
Il Concertgebouw, sede dell'orchestra

L'Orchestra reale del Concertgebouw /kɔnsɛrtɣəˈbaʊ̯/ (Koninklijk Concertgebouworkest) è un'orchestra sinfonica olandese con sede ad Amsterdam. L'orchestra ha preso il nome dalla sala da concerto in cui si esibisce, il Concertgebouw. Nel 1988, la regina Beatrice dei Paesi Bassi ha conferito all'orchestra il titolo di "reale" (koninklijk).

## Storia
Il Concertgebouw venne inaugurato l'11 aprile 1888, ma l'Orchestra del Concertgebouw venne costituita soltanto qualche mese dopo. Essa tenne il primo concerto, nella sala da cui prese il nome, il 3 novembre 1888 sotto la direzione del suo primo direttore Willem Kes.
Nel 1895, Willem Mengelberg divenne il suo direttore principale e vi rimase per cinquant'anni, un periodo di tempo inusuale per un direttore d'orchestra. 
Egli portò l'orchestra ad un livello di assoluta eccellenza internazionale, anche a seguito della esecuzione di opere di compositori contemporanei come Gustav Mahler e Richard Strauss.
Nel corso dei suoi primi 75 anni, l'Orchestra del Concertgebouw ebbe una serie infinita di direttori. Assieme al direttore principale, esistevano, il primo direttore, che assisteva il direttore principale nella programmazione dei concerti, ed il secondo direttore Durante il cinquantennio di Mengelberg, fra i molti suoi primi direttori vi furono Karl Muck (1921-1925), Pierre Monteux (1924-1934), Bruno Walter (1934-1939) e Eugen Jochum (1941-1943). Fra i secondi direttori vi furono compositori come Cornelis Dopper, Evert Cornelis e Eduard van Beinum.
Nel 1945, a seguito della presunta sua vicinanza alle forze tedesche occupanti durante la seconda guerra mondiale, Mengelberg venne rimosso dalla direzione dell'orchestra e bandito. Inizialmente il bando venne ascritto a motivi relativi alla sua vita privata, ma dopo un appello, venne ridotto a sei anni, applicato retroattivamente dal 1945. Mengelberg morì 1951 appena prima della fine del bando, e non diresse mai l'orchestra dopo il 1945.
Dal 1945 al 1959, il direttore principale fu Eduard van Beinum,che aveva debuttato con l'orchestra nel 1929. Egli era divenuto secondo direttore nel 1931, e condirettore principale nel 1938. La sua specializzazione fu l'esecuzione delle musiche di Anton Bruckner, e Van Beinum registrò con l'orchestra le sinfonie n. 8 e n. 9 di Bruckner per la Philips Records. Van Beinum fu unico direttore dell'orchestra dopo la seconda guerra mondiale fino alla sua morte improvvisa sul podio dell'orchestra per un infarto cardiaco nell'aprile 1959.
Bernard Haitink fece il suo debutto alla guida dell'Orchestra del Concertgebouw il 7 novembre 1956. Dopo la morte di van Beinum, Haitink primo direttore nel settembre 1959. Dal 1961 al 1963, Haitink e Eugen Jochum furono entrambi primi condirettori dell'orchestra. Haitink divenne l'unico primo direttore nel 1963 e vi rimase fino al 1988. Durante la direzione di Haitink, venne semplificata l'organizzazione dell'orchestra e oltre al primo direttore vi fu soltanto un assistente direttore. Fra gli assistenti vi furono Edo de Waart e Hans Vonk. La qualità dell'orchestra migliorò sensibilmente sotto la guida di Haitink, testimoniata da una serie di registrazioni per la Philips Records, la EMI e la Columbia Records. Nei primi anni ottanta, il governo dei Paesi Bassi ridusse i contributi a favore dell'orchestra che portarono al licenziamento di 23 strumentisti. Haitink minacciò di rassegnare le dimissioni, e la situazione finanziaria venne sistemata. Nel 1999, Haitink venne nominato direttore emerito.
Riccardo Chailly fece il suo debutto alla guida dell'Orchestra del Concertgebouw nel 1985, e l'anno successivo venne eletto primo direttore succedendo ad Haitink. Come primo direttore non olandese, Chailly tenne l'incarico dal 1988 al 2004. Le sue registrazioni con l'orchestra comprendono il ciclo completo delle sinfonie di Mahler, molte sinfonie di Bruckner, brevi opere di Shostakovich, Kammermusiken di Paul Hindemith, e diverse opere orchestrali di Edgard Varèse. Dopo la sua partenza nel 2004, Chailly venne nominato direttore emerito.
Il direttore lettone Mariss Jansons debuttò nel 1988 e venne eletto direttore il 22 ottobre 2002. Il suo incarico ufficiale ebbe inizio il 1º settembre 2004, con un contratto iniziale di tre anni. Nel corso della sua gestione è stata eseguita in prima mondiale l'opera Sebastian im Traum di Hans Werner Henze.
L'orchestra ha sempre avuto uno speciale rapporto con le musiche di Gustav Mahler eseguendo le prime di molte delle sue sinfonie, e realizzando nel 1920 il Malher Festival. Fra i direttori che ebbero uno stretto rapporto di collaborazione con l'orchestra vi furono George Szell e Kiril Kondrashin, che fu il direttore ospite permanente dal 1978 al 1981. Più recentemente, Nikolaus Harnoncourt venne nominato direttore ospite onorario nel 2000.
Il 3 ottobre 2014 l'orchestra ha reso noto di aver nominato Daniele Gatti quale direttore musicale a partire dalla stagione 2016-2017.
Uno dei fattori che hanno contribuito a creare il distinto carattere dell'orchestra, è stato dovuto al fatto che essa ha avuto soltanto sei direttori principali rispetto alle orchestre di pari reputazione. Con quello che è stato definito il velluto degli archi, l'oro degli ottoni e l'eccezionale timbro dei fiati, alcune volte descritti come tipicamente olandesi, l'Orchestra del Concertgebouw ha raggiunto un posto fra le orchestre sinfoniche migliori del mondo. Le quasi mille registrazioni, realizzate dall'orchestra, hanno contribuito a farle raggiungere questa reputazione.
La KCO ha iniziato a produrre CD con la sua etichetta, RCO Live, con registrazioni effettuate da Jansons e Haitink.
Nel dicembre 2008, la rivista Gramophone Magazine ha nominato l'Orchestra reale del Concertgebouw prima orchestra sinfonica del mondo.
Gli attuali primi strumentisti dell'Orchestra del Concertgebouw sono: 
- Primo violino primo (primo violino): Vesko Eschkenazy e Liviu Prunaru
- Primo violino secondo: Henk Rubingh
- Prima viola: Ken Hakii
- Primo violoncello: Tatjana Vassiljeva e Gregor Horsch
- Primo contrabbasso: Dominic Seldis
- Primo flauto: Emily Beynon e Kersten McCall
- Primo oboe: Ivan Podyomov e Alexei Ogrintchouk
- Primo clarinetto: Calogero Palermo e Oliver Patey
- Primo fagotto: Ronald Karten e Gustavo Nunez
- Prima tromba: Omar Tomasoni e Miroslav Petkov
- Primo trombone: Bart Claessens e Jorgen van Rijen
- Prima tuba: Perry Hoogendijk
- Primo corno: Laurens Woudemberg
- Timpani: Tomohiro Ando e Nick Woud
- Arpa: Petra van der Heide

## Direttori musicali
- 1888-1895 Willem Kes
- 1895-1945 Willem Mengelberg
- 1945-1959 Eduard van Beinum
- 1961-1963 Bernard Haitink e Eugen Jochum
- 1963-1988 Bernard Haitink
- 1988-2004 Riccardo Chailly
- 2004-2015 Mariss Jansons
- 2016-2018 Daniele Gatti

## Discografia parziale
- Beethoven, Conc. pf. n. 4, 5 - Arrau/Haitink/CGO, 1964 Philips
- Berlioz, Sinfonia fantastica - Davis/CGO, 1974 Philips
- Brahms, Sinf. n. 1-4 - Chailly/CGO, 1987/1991 Decca
- Bruckner, Sinf. n. 4 - Haitink/CGO, 1965 Decca
- Bruckner, Sinf. n. 7 - Haitink/Royal CGO, 1966 Decca
- Chopin, Conc. pf. n. 1-2 - Blechacz/Semkow/CGO, 2009 Deutsche Grammophon
- Ciaikovsky, Bella addormentata - Dorati/CGO, 1981 Decca
- Ciaikovsky, Sinf. n. 1-6/Ouvertures - Haitink/CGO, 1961/1979 Decca
- Debussy, Images/Notturni/Mer/Jeux - Haitink/Royal CGO, 1957/1979 Philips
- Haydn, Sinf. n. 93, 94, 97, 99, 100 - Davis/Royal CGO, 1975/1981 Philips
- Haydn, Sinf. n. 95, 96, 98, 102, 103 - Davis/Royal CGO, 1976/1981 Philips
- Hindemith, Integrale musica da camera - Chailly/CGO, 1990 Decca
- Mahler, Lied von der Erde - Haitink/CGO/Baker/King, 1975 Philips
- Mahler, Sinf. n. 1 - Bernstein/CGO, 1987 Deutsche Grammophon
- Mahler, Sinf. n. 1-10 - Haitink/Royal CGO, 1971 Philips
- Mahler, Sinf. n. 2/Totenfeier - Chailly/CGO, 2001 Decca
- Mahler, Sinf. n. 4, 5 - Solti/CGO/Stahlman, 1961/1970 Decca
- Mahler, Sinf. n. 5 - Chailly/Royal CGO, Decca
- Mahler, Sinf. n. 8 - Chailly/CGO/Eaglen/Heppner, 2000 Decca
- Messiaen, Sinf. turangalila - Chailly/Royal CGO/Thibaudet, 1992 Decca
- Mozart, Sinf. n. 21-41 (1972-73) - Krips/Royal CGO, Philips
- Mozart: Symphonies Nos. 40 & 41 "Jupiter" - Nikolaus Harnoncourt/Royal Concertgebouw Orchestra, 1983 Teldec
- Mozart: Così Fan Tutte - Charlotte Margiono/Gilles Cachemaille/Nikolaus Harnoncourt/Royal Concertgebouw Orchestra/Thomas Hampson (cantante), 1992 Teldec
- Rachmaninov, Conc. pf. n. 1-4 - Ashkenazy/Haitink/CGO, 1984/1986 Decca
- Rachmaninov, Conc. pf. n. 2, 4 - Ashkenazy/Haitink/CGO, 1984 Decca
- Rachmaninov, Danze sinf./Isola dei morti - Ashkenazy/CGO, Decca
- Rachmaninov, Sinf. n. 1-3 - Ashkenazy/CGO, Decca
- Rachmaninov, Sinf. n. 1-3/Isola dei morti - Ashkenazy/CGO, London
- Rimsky-Korsakov, Sheherazade - Kondrashin/CGO, 1979 Philips
- Schnittke, Sinf. n. 5 (Conc. grosso n. 4)/Conc. grosso n. 3 - Chailly/Royal CGO, 1989/1990 Decca
- Schubert, Sinf. n. 5, 8 - Bernstein/CGO, Deutsche Grammophon
- Schubert: The Symphonies - Nikolaus Harnoncourt/Royal Concertgebouw Orchestra, 1993 Teldec
- Shostakovich, Film album - Chailly/Royal CGO, 1998 Decca
- Shostakovich, Jazz suites/Conc. pf. n. 1/Tahiti Trot - Brautigam/Chailly/CGO, 1988/1991 Decca
- Shostakovich, Sinf. n. 5, 9 - Haitink/CGO, Decca
- Shostakovich, Sinf. n. 8 - Haitink/CGO, Decca
- Stravinsky, Petrouchka/Uccello di fuoco/Apollon - Chailly/CGO, 1985/1995 Decca

## DVD & BLU-RAY parziale
- Beethoven, Sinf. n. 4, 7 - Kleiber/CGO, 1983 Philips
- Puccini, Tosca - Chailly/CGO/Malfitano/Terfel, 1998 Decca